# CD++Builder
CD++Builder es un plugin para un programa Eclipse. Permite a desarrolladores crear, editar o consultar proyectos de simulación CD++ en un entorno de desarrollo integrado (IDE). El instrumento, accionado por Eclipse, ofrece un IDE en lo que podemos crear, obrar o grabar proyectos. Permite editar archivos relativos a CD++ y desarrollar varios proyectos.

## Presentación
CD++Builder es sobre todo una interfaz gráfica para CD++, una buzón de instrumentos para la modelización y la simulación DEVS y Cell-DEVS. CD++Builder utiliza Eclipse y su plataforma de desarrollo de plugin para ofrecer un medio en lo que CD++ se utiliza fácilmente. Así ofrece muchas funcionalidades como un editor con coloreado de sintaxis. Es un soporte para editar archivos C++. Permite importar y exportar datos. Además, el plugin contiene una interfaz gráfica de usuario para los instrumentos CD++. Sin embargo, los instrumentos conviviales de Eclipse permiten el desarrollo de varias cosas en su medio.
Incluye un soporte para C++ que permite a los usuarios editar archivos C++ (habiendo contribuido en un proyecto CD++). La creación, la visualización y la edición de varios archivos C++ se hacen con un editor de texto con un sistema de coloreado de sintaxis (el soporte para la edición de C++ se obtiene gracias a un proyecto CDT de Eclipse). La compilación de estos archivos se efectúa con make (instalado con Cygwin).
CD++Builder contiene todos los instrumentos que pueden servir en la creación de un proyecto CD++. Se añadió la buzón de instrumentos de Eclipse. Sobre Eclipse, una perspectiva define un grupo de editores y de vistas organizado según un diseño por defecto, para una tarea o un papel particular. CD++Builder ofrece su propia perspectiva (por defecto) para soportar un medio CD++. Hay que instalar el plugin CD++Builder para utilizar sus características.
Existe un instalador para Windows, construido gracias a NSIS, que contiene todos los elementos necesarios (JDK1.6, Cygwin 2.125.2.10, Eclipse 3.4, CD++Builder 1.1.0) y una documentación describiendo las diferentes etapas de la instalación así que las configuraciones a efectuar.